# Ходоровичи
Хо́доровичи (бел. Ходаравічы) — деревня в составе Коптевского сельсовета Горецкого района Могилёвской области Республики Беларусь.

## Население
- 1999 год — 118 человек
- 2010 год — 40 человек

## Известные уроженцы
- Кожеков, Алексей Васильевич (род.1941) – художник, заслуженный деятель искусств Украины.

Лигаров Александр Петрович